# 아네트 베닝
아네트 베닝(영어: Annette Bening 애넷 베닝[*], 1958년 5월 29일 ~ )은 미국의 배우이다.
1975년 5월 패트릭 헨리 고등학교를 졸업한 뒤 태평양의 전세 요트에서 요리사로 일하면서 스쿠버다이빙을 배웠다. 그 후 미국으로 돌아와 샌디에이고 메사 컬리지에 입학하여 샌프란시스코 주립대학교로 편입 한 뒤에 연극학으로 학사 학위를 수여받았다. 1980년 콜로라도 셰익스피어 페스티벌 무대를 통해서 데뷔하게 된다.

## 출연작 목록

### 영화
| 연도 | 제목                               | 원제                              | 배역                          | 비고    |
| ---- | ---------------------------------- | --------------------------------- | ----------------------------- | ------- |
| 1986 | 클로드 댈러스 수색전               | Manhunt for Claude Dallas         | 앤 틸먼                       | TV 영화 |
| 1988 | 야외 소동                          | The Great Outdoors                | 케이트 크레이그               |         |
| 1989 | 발몽                               | Valmont                           | 마르키 드 메르퇴유            |         |
| 1990 | 그리프터스                         | The Grifters                      | 마이라 랭트리                 |         |
| 1990 | 헐리웃 스토리                      | Postcards from the Edge           | 에블린 에임스                 |         |
| 1991 | 비공개                             | Guilty by Suspicion               | 루스 메릴                     |         |
| 1991 | 헨리의 이야기                      | Regarding Henry                   | 세라 터너                     |         |
| 1991 | 벅시                               | Bugsy                             | 버지니아 힐                   |         |
| 1994 | 러브 어페어                        | Love Affair                       | 테리 매케이                   |         |
| 1995 | 리차드 3세                         | Richard III                       | 엘리자베스 여왕               |         |
| 1995 | 대통령의 연인                      | The American President            | 시드니 엘런 웨이드            |         |
| 1996 | 화성 침공                          | Mars Attacks!                     | 바버라 랜드                   |         |
| 1998 | 비상 계엄                          | The Siege                         | 엘리스 크래프트 / 샤론 브리저 |         |
| 1999 | 인 드림스                          | In Dreams                         | 클레어 쿠퍼                   |         |
| 1999 | 아메리칸 뷰티                      | American Beauty                   | 캐럴린 버넘                   |         |
| 2000 | 너 어느 별에서 왔니?               | What Planet Are You From?         | 수전 앤더슨                   |         |
| 2003 | 오픈 레인지                        | Open Range                        | 수 발로                       |         |
| 2004 | 빙 줄리아                          | Being Julia                       | 줄리아 램버트                 |         |
| 2005 | 해리스 부인                        | Mrs. Harris                       | 진 해리스                     | TV 영화 |
| 2006 | 러닝 위드 씨저스                   | Running with Scissors             | 디어드리 버로스               |         |
| 2008 | 내 친구의 사생활                   | The Women                         | 실비 파울러                   |         |
| 2009 | 마더 앤 차일드                     | Mother and Child                  | 캐런                          |         |
| 2010 | 에브리바디 올라잇                  | The Kids Are All Right            | 니콜 올굿                     |         |
| 2012 | 루비 스팍스                        | Ruby Sparks                       | 거트루드 위어필즈             |         |
| 2012 | 진저 앤 로사                       | Ginger & Rosa                     | 메이 벨라                     |         |
| 2012 | 걸 모스트 라이클리                 | Girl Most Likely                  | 젤다 덩컨                     |         |
| 2013 | 페이스 오브 러브                   | The Face of Love                  | 니키 노스트럼                 |         |
| 2014 | 더 서치                            | The Search                        | 헬렌                          |         |
| 2015 | 대니 콜린스                        | Danny Collins                     | 메리 싱클레어                 |         |
| 2016 | 우리의 20세기                      | 20th Century Women                | 도러시아 필즈                 |         |
| 2016 | 그 규칙은 당신에게 적용되지 않아요 | Rules Don't Apply                 | 루시 메이브리                 |         |
| 2017 | 필름스타 인 리버풀                 | Film Stars Don't Die in Liverpool | 글로리아 그레이엄             |         |
| 2018 | 갈매기                             | The Seagull                       | 이리나 아르카디아             |         |
| 2018 | 라이프 잇셀프                      | Life Itself                       | 케이트 모리스                 |         |
| 2019 | 더 리포트                          | The Report                        | 다이앤 파인스타인             |         |
| 2019 | 캡틴 마블                          | Captain Marvel                    | 슈프림 인텔리전스 / 웬디 로슨 |         |
| 2019 | 조지타운                           | Georgetown                        | 어맨다 브렉트                 |         |
| 2019 | 우리가 사랑이라고 믿는 것          | Hope Gap                          | 그레이스                      |         |
| 2022 | 나일 강의 죽음                     | Death on the Nile                 | 유피미아                      |         |
| 미정 |                                    | Jerry and Marge Go Large          | 마지 셀비                     |         |

### 텔레비전 드라마
| 연도 | 제목               | 원제         | 배역        | 비고                      |
| ---- | ------------------ | ------------ | ----------- | ------------------------- |
| 1987 | 마이애미의 두 형사 | Miami Vice   | 비키        | "Red Tape" 에피소드       |
| 1987 | 와이즈가이         | Wiseguy      | 캐런 릴런스 | "One on One" 에피소드     |
| 2005 | 소프라노스         | The Sopranos | 본인        | "The Test Dream" 에피소드 |

## 수상 경력
- 1991년 제25회 전미비평가협회상 여우조연상
- 1992년 제12회 런던비평가협회상 신인상
- 1997년 제40회 샌프란시스코국제영화제 피터 제이 오언스상
- 2000년 아메리칸코미디어워즈 가장재미있는 여자배우상
- 2000년 샌디에고비평가협회상 여우주연상
- 2000년 제20회 런던비평가협회상 여우주연상
- 2000년 제6회 미국배우조합상 영화부문 여우주연상
- 2000년 제53회 영국아카데미시상식 여우주연상
- 2004년 제52회 산세바스찬국제영화제 평생공로상
- 2004년 제8회 헐리우드영화제 여우주연상
- 2004년 제9회 새틀라이트시상식 뮤지컬/코미디부문 여우주연상
- 2004년 남동부비평가협회상 여우주연상
- 2005년 제62회 골든글로브시상식 뮤지컬/코미디부문 여우주연상
- 2005년 제3회 방콕국제영화제 여우주연상
- 2005년 제76회 미국비평가협회상 여우주연상
- 2005년 제20회 산타바바라국제영화제 여자배우상
- 2010년 앨리스 오브 우먼 저널리스트 어워즈 여우주연상
- 2010년 제14회 헐리우드영화제 여우주연상
- 2010년 제75회 뉴욕비평가협회상 여우주연상
- 2010년 여성비평가협회상 여우주연상
- 2010년 여성비평가협회상 최고의 코미디여자배우상
- 2011년 제68회 골든글로브시상식 뮤지컬/코미디부문 여우주연상
- 2011년 아이리쉬영화&텔레비전시상식 국제부문 여자배우상
- 2011년 제31회 런던비평가협회상 여우주연상
- 2011년 제26회 산타바바라국제영화제 아메리칸 리비에라상